# Гиршфельд, Яир
Яир Гиршфельд (род. июнь 1944, Веллингтон, Новая Зеландия) — отставный преподаватель кафедры истории Ближнего Востока Хайфского университета. Инициатор Мадридской конференции (1991 г.) и Ословских соглашений (1993 г.). Генеральный директор Фонда экономического сотрудничества (E.C.F), который он основал в 1990 году (вместе с Боазом Карни).

## Биография
Родился в Веллингтоне, Новая Зеландия, в 1949 году вместе с родителями переехал в Вену, Австрия, где и вырос. Он был активным участником молодёжного движения Ха-Шомер ха-Цаир и даже возглавлял отделение движения в Вене с 1964 по 1967 год. Иммигрировал в Израиль в 1967 году. Хиршфельд женат на Рут, эрготерапевте. У пары две дочери, два сына и девять внуков (по состоянию на декабрь 2016 года). Его сестра — профессор медсестер Мириам Хиршфельд.

## Академическая карьера: исследования и преподавание
С 1967 по 1970 год он учился на бакалавриате на факультете истории Ближнего Востока Еврейского университета. В течение этого периода работал ассистентом преподавателя на кафедре, а также научным сотрудником профессора Гершона Саломона и профессора Шмуэля Ноа Айзенштадта.
В 1971 году начал учиться непосредственно на докторскую степень на факультете истории Ближнего Востока в Тель-Авивском университете. Докторская диссертация «Иранско-германские отношения 1921—1941 гг.» Под руководством профессора Уриэля Дана была представлена в 1976 (или 1977 году) и опубликована в виде книги в 1980 году.
С 1973 года он преподавал на кафедре всеобщей истории Тель-Авивского университета, а также в Еврейском университете в Эйлате и во Всемирной ассоциации еврейских студентов (WUJS) в Араде.
В 1975 году он работал руководителем иранского отдела в Институте Реувена Шилоа, Тель-Авивский университет (ныне часть Центра Моше Даяна ближневосточных и африканских исследований), а с 1976 по 1977 год редактировал журнал института «Ближний Восток в современном мире».
В июле 1977 года написал о возможном крахе шаха в Иране. В 1977 году получил премию Ландау. До 1981 года работал лектором в Тель-Авивском университете.
С 1981 по 1986 год Хиршфельд возглавлял социально-экономический отдел Еврейско-арабского центра Хайфского университета. В 1982 году назначен старшим преподавателем кафедры истории Ближнего Востока. С 1984 по 1986 год заведовал кафедрой. С 1984 по 1987 год — член сената Хайфского университета. Хиршфельд работал в ряде академических комитетов и занимал различные должности, а также был преподавателем в Хайфском университете до 2012 года.
В 1996 году он работал научным сотрудником в колледже Уильяма и Мэри в Вильямсбурге, штат Вирджиния.
В 2011 году он работал приглашенным научным сотрудником по ближневосточным исследованиям в Университете штата Юта в Солт-Лейк-Сити. В том же году он выиграл престижную стипендию Хинкли Университета Юты. С 2005 по 2014 год он был научным сотрудником Института государственной политики Бейкера Университета Райса, Хьюстон, Техас.

## Переговоры между Израилем иПалестиной
По словам Бенни Морриса, Ханан Ашрави и Хиршфельд начали поддерживать каналы связи с Фейсалом Хусейни из ООП в 1989 году. Хиршфельд, по предложению Ашрави, разыскал министра финансов ООП Абу Алаа (Ахмед Курей). Через норвежцев, включая заместителя министра иностранных дел Норвегии Яна Эгеланна и Рода Ларсена из Норвежского института прикладных социальных наук, Хиршфельд впервые встретился с Абу Алаа в Лондоне 4 декабря 1992 года.
19 января 1993 г. израильский Кнессет отменил закон, запрещающий контакты между Израилем и ООП. На следующий день Хиршфельд во второй раз встретился с Абу Алаа за пределами Осло в сопровождении израильского историка Рона Пундака. С одобрения заместителя Переса Йоси Бейлина все трое тайно встречались ещё четыре раза. После последней встречи в мае соглашение было передано по официальным каналам и стало «Декларацией принципов».
В первом проекте ДОП были изложены три основных термина: «уход Израиля из Газы, постепенная передача экономической власти палестинцам … и … международная экономическая помощь зарождающемуся палестинскому образованию в Газе». Он также включал принцип «Газа прежде всего», согласно которому все оговоренные израильские уступки будут соблюдаться в Газе до любого окончательного урегулирования. К заключительной встрече он включал выборы, временную автономию и передачу власти палестинцам в ходе постепенного ухода Израиля. «Сначала Газа» также стала включать некоторые районы Западного берега вокруг Иерихона.
В ходе дальнейших непрямых переговоров между Израилем и руководством ООП в Тунисе по египетским каналам при посредничестве Норвегии дискуссии, начавшиеся между Хиршфельдом и Алаа, завершились началом мирного процесса в Осло.